# Ото II фон Хоенберг
Ото II фон Хоенберг (на немски: Otto II von Hohenberg; † между 24 октомври 1379 и 6 юли 1385) от линията Цолерн-Хоенберг на швабската фамилия Хоенцолерн е граф на Хоенберг-Наголд, пфандхер на Хайгерлох в Баден-Вюртемберг.
Той е син на граф Буркхард VI фон Хоенберг-Наголд († 1342) и съпругата му графиня Агнес фон Файхинген, дъщеря на граф Конрад V фон Файхинген „Млади“ († 1352) и Елизабет фон Шлюселберг († 1339). Внук е на граф Ото I фон Хоенберг († 1299) и Мария фон Магенхайм († 1321). Правнук е на Буркхард VI фон Хоенберг († 1318), граф на Хоенберг, Хайгерлох, Наголд и Вилдберг, и Луитгард фон Тюбинген († 1309).
Брат е на граф Буркхард VII (X) фон Хоенберг-Наголд († сл. 1353), свещеник в Хорб, на Хуго фон Хоенберг († сл. 1411) в Свещен орден в Детцинген, Агнес фон Хоенберг († сл. 1423), приорес в Ройтин (1379 – 1423), и на Мехтилд фон Хоенберг († сл. 1352), монахиня в Ройтин.
Ок. 1200 г. графовете фон Хоенберг построяват новия замък Хайгерлох. През 13 век графовете на Хоенберг принадлежат към най-значимите фамилии в Югозападна Германия. Наголд идва през 1247 г. към графство Хоенберг. През 1260 г. има подялба и северната част на Наголд става резиденция при Буркхарт IV. През 1300 г. господството Наголд също е разделено на частите Наголд и Вилдберг. През 14 век, чрез наследствени подялби и начинът на живот, графството е финансово задължено и се залагат и продават градове и села. Граф Ото II продава на 23 юни 1363 г. своята част в Наголд за 25 000 гулден на графовете Еберхард ден Грайнер фон Вюртемберг († 1392) и Улрих фон Вюртемберг († 1366).
Господството Хайгерлох е продадено на Австрия през 1381 г. През 1381 г. граф Рудолф III фон Хоенберг († 1389) – финансово задължен и без мъжки наследници – продава голяма част от собствеността на Хабсбургите и след почти 100 години умира последният от страничната линия.

## Фамилия
Ото II фон Хоенберг се жени на 27 февруари 1349 г. за Кунигунда фон Вертхайм († 1358), дъщеря на граф Рудолф IV фон Вертхайм († 1355) и Елизабет Райц фон Бройберг († 1358), дъщеря на Еберхард III фон Бройберг († 1323) и Мехтилд фон Валдек († 1340). Те имат децата:
- Магдалена фон Хоенберг († пр. 21 октомври 1437), омъжена за трушес Якоб I фон Валдбург-Траухбург († 5 май 1460), син на граф Йохан II фон Валдбург († 1424) и Елизабет фон Монфор († 1422)
- Бурхард IX фон Хоенберг–Наголд/XI (*/† 14 век), граф на Хоенберг, господар на Наголд, женен сл. 5 април 1356 г. за 5 април 1356 г. за Верена фон Хабсбург-Лауфенбург, вдовица на Филипино Гонзага († 1356), дъщеря на граф Йохан II фон Хабсбург-Лауфенбург († 1380 и Верена дьо Ньофшател († 1372)
- Рудолф V 'Млади' фон Хоенберг († сл. 13 юли 1383), граф на Хоенберг
- София фон Хоенберг († сл. 1408), абатиса на Китцинген (1401 – 1408)

Ото II фон Хоенберг се жени втори път пр. 13 юли 1371 г. за Ирменгард фон Верденберг († сл. 24 октомври 1379), вдовица на граф Хайнрих V фон Фюрстенберг-Филинген († 1355/1358), дъщеря на граф Хайнрих I фон Верденберг-Албек († 1332/1334) и Агнес фон Вюртемберг († 1349). Тя е внучка на граф Рудолф II фон Верденберг-Сарганс и маркграфиня Аделхайд фон Бургау († ок. 1307). Бракът е бездетен.